# Rotaria tridens
Rotaria tridens är en hjuldjursart som först beskrevs av Montet 1915.  Rotaria tridens ingår i släktet Rotaria och familjen Philodinidae. Arten är reproducerande i Sverige. Inga underarter finns listade i Catalogue of Life.